# Vic Van Offenwert
Victor "Vic" Van Offenwert (Retie, 5 januari 1930 – aldaar, 26 december 2008) was een Belgisch voetballer, die speelde als doelman.
Van Offenwert begon zijn carrière bij KSK Retie in de lagere reeksen. In 1953 kwam hij terecht in de eerste klasse bij Antwerp FC. Hier won hij in 1955 de Beker van België. Na twee seizoenen maakte hij de overstap naar tweedeklasser Beringen FC, waarmee hij reeds na één seizoen promotie afdwong naar de hoogste divisie. Hij beëindigde zijn carrière in de derde klasse bij Racing Mechelen.